# Todd Lockwood
Todd Lockwood (9 de julho de 1957) é um ilustrador estadunidense.